# مقاطعة ويبستر (جورجيا)
مقاطعة ويبستر (بالإنجليزية: Webster County)‏ هي إحدى المقاطعات في ولاية جورجيا في الولايات المتحدة الأمريكية.